# 春野町弘岡上
春野町弘岡上（はるのちょうひろおかかみ）は、高知県高知市の町名。郵便番号は781-0301（春野郵便局管区）。本項ではかつて同区域に存在した吾川郡弘岡上ノ村（ひろおかかみのむら）についても記す。

## 地理
高知市の南西部、春野町の北西端、仁淀川の左岸にあたる。東で春野町弘岡中、南で春野町森山、西で土佐市高岡町、北で吾川郡いの町八田に接する。南部を国道56号・土佐市バイパスが、北部を高知県道36号高知南環状線が通過し、国道56号から高知県道279号甲殿弘岡上線が伸びる（一部未開通）。また、春野町弘岡中との境界を高知県道14号春野赤岡線が通過する。北に吉良ヶ峰がそびえる。

### 山岳
- 吉良ヶ峰

### 河川
- 仁淀川

## 歴史
- 幕末 - 吾川郡弘岡上ノ村が存在。「旧高旧領取調帳」の記載によると高知藩領。
- 明治4年7月14日（1871年8月29日） - 廃藩置県により高知県の管轄となる。
- 1889年（明治22年）4月1日 - 町村制の施行により、近世以来の弘岡上ノ村が単独で自治体を形成。
- 1950年（昭和25年）5月31日 - 一部（字荒倉北平4308ノ23 - 4308ノ43）を八田村に編入
- 1956年（昭和31年）9月30日 - 弘岡上ノ村が平和村・西分村・仁西村・森山村・弘岡中ノ村・弘岡下ノ村と合併して春野村が発足。同村大字弘岡上となる。
- 1969年（昭和44年）9月30日 - 春野村が町制施行して春野町となる。
- 2008年（平成20年）1月1日 - 春野町が高知市に編入。弘岡上の区域をもって春野町弘岡上を新設。

## 交通

### バス
とさでん交通
- 新川通 - 川久保 - 大橋北詰（運転系統多数のため割愛）

### 道路
- 国道56号
  - 土佐市バイパス
- 高知県道14号春野赤岡線
- 高知県道36号高知南環状線
- 高知県道279号甲殿弘岡上線

## 施設
- 高知市立春野西小学校

## 著明な出身者
- 小島祐馬